# Sven Peter Bergman

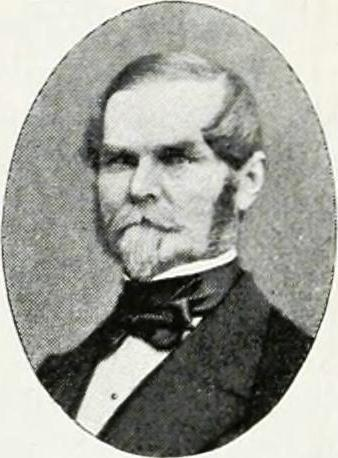
Sven Peter Bergman

Sven Peter Bergman, född 29 december 1806 i Torhamn, Blekinge län, död 30 mars 1878 i Hudiksvall, var en svensk lantmätare, militär, kommunalpolitiker och landshövding. Han var svärson till majoren och riksdagsmannen Carl Johan Gripenberg. 
Bergman avlade lantmäteriexamen 1827 och var nivellör vid ombyggnationen av Hjälmare kanal 1828–29. Han blev underofficer vid Västmanlands regemente 1828, avlade officersexamen 1829, blev fänrik vid Hälsinge regemente samma år, löjtnant 1835, kapten 1848, chef för Forsa kompani 1850 och Färnebo kompani 1851, major 1854, överste och chef för regementet 1860–61 samt överste i armén 1861.
Bergman blev vice kommissionslantmätare 1837, kommissionslantmätare 1845 och styresman för avvittringsverket i Gävleborgs län 1859. Han var även ledamot av styrelsen för Söderhamns Järnvägs AB.
Bergman var landshövding i Norrbottens län 1861–73, ordförande i Norrbottens läns hushållningssällskap 1861–73, ledamot av kommittén angående förordning rörande lapparna i Sverige och Norge (1866, ordförande), ordförande i Hudiksvalls stadsfullmäktige 1875–77, ordförande i Norrbottens läns landsting 1861–73, Han tillhörde första kammaren för Norrbottens läns valkrets 1867–74.